# IV. Frigyes Vilmos porosz király
IV. Frigyes Vilmos (Berlin, 1795. október 15. – Potsdam, 1861. január 2.) 1840-től Poroszország királya. A Hohenzollern-ház tagja.
IV. Frigyes Vilmos nagy érdeklődést mutatott a művészetek és kultúra iránt, ezért koronázásakor általános volt a vélekedés, hogy uralkodása alatt Poroszország liberálisabb útra tér.

## Származása, ifjúkora
Frigyes Vilmos 1795. október 15-én született Berlinben. Édesapja III. Frigyes Vilmos porosz király (1770–1840), édesanyja pedig Lujza mecklenburg-strelitzi hercegnő (Luise von Mecklenburg-Strelitz, 1776–1810) volt.
Szülei házasságából 9 gyermek született:
- Frigyes Vilmos (1795–1861), 1840-től IV. Frigyes Vilmos király, aki 1823-ban Erzsébet Ludovika bajor királyi hercegnőt (1801–1873) vette feleségül.
- Vilmos Frigyes Lajos (1797–1888), 1861-től I. Vilmos porosz király, 1871-től német császár, aki 1829-ben Auguszta szász–weimar–eisenachi hercegnőt (1811–1890) vette feleségül.
- Sarolta Friderika Lujza (1798–1860), aki 1817-ben Alekszandra Fjodorovna néven I. Miklós orosz cár felesége lett.
- Friderika (1799–1800), kisgyermekként meghalt.
- Károly porosz királyi herceg (1801–1883), aki 1827-ben Mária szász–weimar–eisenachi hercegnőt (1808–1877) vette feleségül.
- Alexandrina (1803–1892), 1822-től Pál Frigyes mecklenburg–schwerini nagyherceg felesége.
- Ferdinánd (1804–1806), kisgyermekként meghalt.
- Lujza (1808–1870), aki 1825-ben Frigyes holland királyi herceg (1797–1881) felesége lett.
- Albert (1809–1872), aki 1830-ban sógornőjét, Marianna holland királyi hercegnőt (1810–1883), Frigyes holland királyi herceg húgát, majd (válása után) 1853-ban Rosalie von Rauch kisasszonyt (1820–1879) vette feleségül.

Az uralkodó megszüntette a cenzúrát, véget vetett az egyház és hadsereg közötti elhúzódó vitáknak. 1848-ban IV. Frigyes Vilmos liberális alkotmányt dolgoztatott ki, ezt azonban a forradalmi hullám apadtával Bismarck tanácsára abszolutizmus váltotta fel.
Németország egyesítését Poroszország irányításával, Ausztria nélkül képzelte el, és erre vonatkozóan messzemenő tervezeteket dolgoztatott ki.
1858-ban az uralkodót gutaütés érte, ami megzavarta elméjét. A kormányzást ezért még életében átadta öccsének, Vilmos hercegnek, aki Frigyes Vilmos elhunytáig, 1861-ig régensként uralkodott, majd I. Vilmos néven örökölte bátyja trónját.

## Házassága
Még trónörökös korában, 1823. november 29-én feleségül vette a Wittelsbach-házból származó Erzsébet Ludovika bajor királyi hercegnőt (1801–1873), I. Miksa bajor király és Karolina Friderika Vilma badeni hercegnő (1776–1841) leányát, I. Ferenc József és Erzsébet császárné nagynénjét. A házasság gyermektelen maradt.

## Trónkövetés
- Elődje: III. Frigyes Vilmos (1797-1840)
- Utódja: I. Vilmos (1858-1888)